# Earthbound (album, King Crimson)
Earthbound je první koncertní album britské rockové skupiny King Crimson. Vydáno bylo v červnu 1972 (viz 1972 v hudbě).

## Popis alba a jeho historie
Na přelomu let 1971 a 1972, krátce po vydání alba Islands, odešel ze skupiny textař Peter Sinfield. Vzhledem k jeho minimálnímu vlivu na hudební složku koncertů pokračovali King Crimson po zimní přestávce v živém hraní během února a března v USA, poslední koncert se konal 1. dubna 1972 v anglickém Birminghamu. Právě z těchto amerických vystoupení pochází nahrávky zařazené na album Earthbound.
Deska je přijímána poměrně kontroverzně. Kladně jsou hodnocena živá provedení skladeb „21st Century Schizoid Man“ a improvizace „Groon“, na druhou stranu je album kritizováno pro svůj velice nekvalitní zvuk srovnatelný s některými bootlegy. Nahrávky totiž pochází z magnetofonu Huntera MacDonalda, který dělal na koncertech skupině zvukového inženýra a hráče na syntezátor a který si také koncerty nahrával.

## Seznam skladeb
| Strana 1 | Strana 1                  | Strana 1                               | Strana 1                                | Strana 1 |
| Pořadí   | Název                     | Autor                                  | Původní album                           | Délka    |
| -------- | ------------------------- | -------------------------------------- | --------------------------------------- | -------- |
| 1.       | 21st Century Schizoid Man | Fripp, McDonald, Lake, Giles, Sinfield | In the Court of the Crimson King (1969) | 11:45    |
| 2.       | Peoria                    | Burrell, Collins, Fripp, Wallace       | —                                       | 7:30     |
| 3.       | Sailor's Tale             | Fripp                                  | Islands (1971)                          | 4:45     |

| Strana 2       | Strana 2       | Strana 2                         | Strana 2                          | Strana 2 |
| Pořadí         | Název          | Autor                            | Původní album                     | Délka    |
| -------------- | -------------- | -------------------------------- | --------------------------------- | -------- |
| 1.             | Earthbound     | Burrell, Collins, Fripp, Wallace | —                                 | 7:08     |
| 2.             | Groon          | Fripp                            | B strana singlu „Cat Food“ (1970) | 15:30    |
| Celková délka: | Celková délka: | Celková délka:                   | Celková délka:                    | 46:38    |

## Obsazení
- King Crimson
  - Robert Fripp – elektrická kytara
  - Boz Burrell – zpěv, baskytara
  - Mel Collins – barytonsaxofon, mellotron
  - Ian Wallace – bicí
- Hunter MacDonald – syntezátor